# 澄潭江鎮
澄潭江鎮（ちょうたんこうちん）は中華人民共和国湖南省長沙市瀏陽市の鎮。

## 行政区画
- 山下村
- 渠城村
- 大聖村（2015年、小源村、大聖村が合併し、現在の大聖村が発足。）
- 達坪村
- 荊坪村（2015年、大源村、荊坪村が合併し、現在の荊坪村が発足。）
- 吾田村
- 和家村
- 虎形村
- 洲田村
- 碧渓村
- 集鎮社区
- 槐樹社区

## 歴史
1995年、大聖郷、山下郷と合併し、改めて澄潭江鎮が発足。

## 経済

### 名物・特産品
- 爆竹
- 煤炭

## 地理
澄潭江鎮は瀏陽市の南部に位置し、北は荷花街道、高坪鎮と、東は中和鎮、文家市鎮と、西は大瑶鎮と、南は江西省萍郷市桐木鎮、金山鎮とそれぞれ接している。
- 河川：南川河
- 湖沼：樟槽水庫

## 教育
- 澄潭江中学

## 交通

### 道路
- 県道：X006
- 省道：S310